# Hrabstwo Whitley (Indiana)
Hrabstwo Whitley (ang. Whitley County) – hrabstwo w stanie Indiana w Stanach Zjednoczonych. Obszar całkowity hrabstwa obejmuje powierzchnię 337,91 mil2 (875,20 km²). Według danych z 2010 r. hrabstwo miało 33 292 mieszkańców. Hrabstwo powstało w 1838 roku i nosi imię Williama Whitleyego, który był jednym z pierwszych osadników Kentucky, a także uczestnikiem wojny 1812 roku.

## Sąsiednie hrabstwa
- Hrabstwo Noble (północ)
- Hrabstwo Allen (wschód)
- Hrabstwo Huntington (południe)
- Hrabstwo Wabash (południowy zachód)
- Hrabstwo Kosciusko (zachód)

## Miasta
- Churubusco
- Columbia City
- Larwill
- South Whitley